# Goldener Film
Der Goldene Film (nl.: Gouden Film) ist ein niederländischer Filmpreis, der niederländischen Filmen mit mehr als 100.000 Kino-Besuchern verliehen wird. Der Preis für den Film wird stellvertretend für dessen Verantwortliche von Regisseur, Produzenten und Hauptdarsteller entgegengenommen.
Der Preis ist eine Initiative des Niederländischen Filmfestivals und des Niederländischen Filmfonds. Diese verleihen auch das Goldene Kalb. Bis zum 1. Januar 2003 wurde der Preis bereits bei 75.000 Besuchern verliehen. Da jedoch viele Filme diese Hürde erreichten, wurde die nötige Besucherzahl auf 100.000 erhöht.
Die Trophäe besteht aus Holzschliff und stellt die Impression einer Filmkulisse dar. Bei jedem Siegerfilm wird je eine Statue dem Produzenten und dem Regisseur verliehen.